# Большой театр короны красоты
Большой театр короны красоты (кит. 美丽之冠大剧院; англ. Crown of Beauty Theatre) — это крытая арена (или театр) в семизвёздочном гостиничном комплексе «Beauty Crown» в тропическом городе Санья на китайском острове Хайнань в Южно-Китайском море. Строительство объекта было окончено в 2003 году.
В настоящее время данное культурное учреждение является одной из крупнейших арен или театров для художественных и развлекательных мероприятий высотой 36 метров и площадью около 10 000 квадратных метров.  
Расположенный в центре города Санья «Театр короны» в форме короны или «Театр короны красоты» был построен специально для проведения международного конкурса красоты «Мисс мира 2003 года». Театр на 3500 мест оснащён современной и высокотехнологичной аудиосистемой и системой освещения. Здесь уже состоялось шесть конкурсов «Мисс Мира»: Мисс Мира 2003, Мисс Мира 2004, Мисс Мира 2005, Мисс Мира 2007, «Мисс Мира 2010» и «Мисс Мира 2015 года».